# موسیقی امبینت
موسیقی اَمبینت (به انگلیسی: Ambient music) گونه‌ای از موسیقی برآمده از آثار هنرمندان سینث‌پاپ تجربی دههٔ ۱۹۷۰ میلادی مانند کرافت‌ورک و برایان اینو -که مبنای موسیقی را در استفاده از سینث‌سایزر فرض داشتند- و فضای خلسه‌آور موسیقی تکنو دههٔ ۱۹۸۰ میلادی است. در موسیقی اَمبینت بیش از آن‌که به ملودی و ضرب اهمیت داده شود به عناصر کمپوزیسیون و جنس و بافت صداها توجه می‌شود.
آثار هنرمندان موسیقی کلاسیک/آوانگارد مانند اریک ساتی و کلود دبوسی نیز تأثیر مهمی در بسط ساختار موسیقی اَمبینت داشتند. مفهومی که ساتی از نوشتن قطعه‌های ساده برای تکنوازی پیانو یا اجرا توسط نوازندگان محدود در نظر داشت، همجنسی شگفت‌آوری با تعریف اِنو از موسیقی اَمبینت دارد: «ایجاد فضای خوشایند موسیقایی که صداها به‌جای این‌که به زور محیط را احاطه کنند، به شیوه‌ای دلپذیر در آن پراکنده شده‌اند.»
موسیقی اَمبینت در سال‌های آغازین دههٔ ۱۹۹۰ میلادی و به لطف آثار گروه‌هایی مانند The Orb و هنرمندانی هم‌چون افکس توئین محبوبیت پیدا کرد.
واژهٔ اَمبینت اولین بار توسط برایان اِنو و پس از آن‌ که به ‌علت حادثه‌ای مجبور شد مدتی را در بستر بیماری سپری کند، برای اشاره به این سبک موسیقی استفاده شد. از میان ساخته‌های او آلبوم امبینت ۱: موسیقی برای فرودگاه‌ها ‏(۱۹۷۸) به ترویج موسیقی اَمبینت کمک شایانی کرد.

## سبک‌های در هم آمیخته

### امبینت داب
امبینت داب (به انگلیسی: Ambient dub) عبارت است از سبکی که از در هم آمیختن سبک‌های داب به وجود آمده‌است. این سبک توسط کینگ تابی و دیگر هنرمندان جامائیکائی که از موسیقی امبینت-الکترونیکای مورد علاقهٔ دی‌جی‌ها استفاده می‌کردند ابداع شد و با فرودها، پژواک‌ها، برابرسازی (اکولیزاسیون) و افکت‌های روان گردان الکترونیک به تکامل رسید. این سبک همچنین شامل تکنیک‌های لایه بندی است و المان‌های موسیقی نقاط مختلف جهان را با باس‌های عمیق و اصوات هارمونیک در هم آمیخته است.

### سایبینت
سایبینت (به انگلیسی: Psybient) (که با نام‌های «امبینت گوآ»، «سایچیل» و «سایداب» نیز شناخته شده‌است) کوتاه شدهٔ عبارت «سایکدلیک امبینت»، یک سبک موسیقی الکترونیک است که دربردارندهٔ عناصری از سایکدلیک ترنس، امبینت، دان تمپو، داب، موسیقی بومی و موسیقی عصر نو است. تمپوی این سبک دو برابر آهسته‌تر از سایکدلیک ترنس است (عموماً کمتر از ۱۱۰ ضرب در دقیقه)، همراه با ریتمی که کمتر مشخص است. سایبینت همچنین دارای پایه و اساس ریتمیک آهسته‌ای است و ممکن است از عناصر موسیقی امبینت سود برده و برای دست‌یابی به یک صدای روان‌گردان ویژه، با استفاده از عوامل مختلف و بسیاری تصفیه و بازنگری شود.
سایبینت می‌تواند شامل لایه‌های الکترونیک، سازهای سنّتی، تاکتیک‌های آواز قدیمی و عناصر آواز مراقبه‌ای باشد. بیشتر وقت‌ها در این سبک صداهای الکترونیک با سازهای بومی و مدرن، صداهای کیهانی تولید شده بوسیلهٔ کیبوردها و «موسیقی صدای فرعی» ترکیب شده‌اند. این موسیقی معمولاً در «اتاق‌های کسب آرامش» و مناطقی در جشنواره‌های موسیقی (غالباً در جشنواره‌های موسیقی ترنس و مهمانی‌های بزرگ) پخش می‌شود. سایبینت بعضی وقت‌ها در مراقبه‌های دسته‌جمعی و تشریفات مذهبی (بعنوان مثال برای موسیقی پس‌زمینهٔ تمرین‌های یوگا و چی کونگ) نیز مورد استفاده قرار می‌گیرد. از نمایندگان قابل ذکر این سبک، می‌توان به هالوسینوژن و بلوتک اشاره کرد.